# Egide Walschaerts

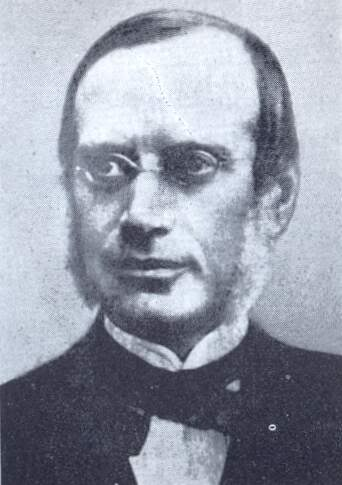
Egide Walschaerts 1820–1901

Egide Walschaerts (* 21. Januar 1820 in Mecheln; † 18. Februar 1901 in St. Gilles bei Brüssel) war ein belgischer Maschinenbauingenieur.
Er studierte in Lüttich und kam 1842 zu den Werkstätten der Belgischen Staatsbahn, der späteren SNCB.
Er erfand 1844 die im nicht-deutschsprachigen Raum nach ihm benannte Walschaerts-Steuerung, die zur gebräuchlichsten Steuerung bei Dampflokomotiven weltweit werden sollte. Diese Steuerung erlaubt, den Füllungsgrad der Dampfzylinder ohne Beeinflussung der Voreinströmung bzw. Vorausströmung einzustellen, weiterhin ermöglicht sie durch Umsteuern die Drehrichtung der Dampfmaschine zu ändern. Im deutschsprachigen Raum wird diese Steuerung Heusinger-Steuerung (nach Edmund Heusinger von Waldegg) genannt, der sie ca. fünf Jahre später unabhängig von Walschaerts erfunden hat.
Er hat darüber hinaus noch weitere Verbesserungen für Dampfmaschinen erfunden und wurde bei der Weltausstellung 1878 in Paris und der Weltausstellung 1885 in Lüttich mit einer Goldmedaille ausgezeichnet.

## Verweise
1. ↑  William Wallace Wood, The Walschaert locomotive valve gear; a practical treatise on the locomitive valve actuating mechanism originally invented by Egide Walschaerts, with the history of its development by American and European engine designers, and its evolution into the mechanically correct locomotive valve gear of the present day (englisch; PDF; 2,8 MB), New York, The N. W. Henley publishing co., 1906; Seite 13 ff.

| Personendaten    | Personendaten                    |
| ---------------- | -------------------------------- |
| NAME             | Walschaerts, Egide               |
| KURZBESCHREIBUNG | belgischer Maschinenbauingenieur |
| GEBURTSDATUM     | 21. Januar 1820                  |
| GEBURTSORT       | Mecheln, Belgien                 |
| STERBEDATUM      | 18. Februar 1901                 |
| STERBEORT        | St. Gilles, Belgien              |